# Lerista stictopleura
Lerista stictopleura är en ödleart som beskrevs av  Storr 1985. Lerista stictopleura ingår i släktet Lerista och familjen skinkar. Inga underarter finns listade i Catalogue of Life.